# Ligne de Saint-Pierre-du-Vauvray aux Andelys
La ligne de Saint-Pierre-du-Vauvray aux Andelys est une ancienne ligne de chemin de fer qui reliait Saint-Pierre-du-Vauvray aux Andelys.

## Histoire
La ligne est concédée à la Compagnie du chemin de fer d'Orléans à Rouen par une convention signée le 6 novembre 1871 entre le préfet du département de l'Eure et la compagnie. Cette convention est approuvée le 8 août 1873 par un décret qui déclare la ligne d'utilité publique à titre d'intérêt local.
La ligne est rachetée par l'État au syndic de faillite de la Compagnie du chemin de fer d'Orléans à Rouen par une convention signée le 12 juin 1877. Cette convention est approuvée par une loi le 18 mai 1878.
La ligne est incorporée dans le réseau d'intérêt général et concédée à titre définitif à la Compagnie des chemins de fer de l'Ouest par une loi du 15 mars 1886.
La ligne (PK 107,053 à 123,515) est déclassée par décret le 12 novembre 1954.

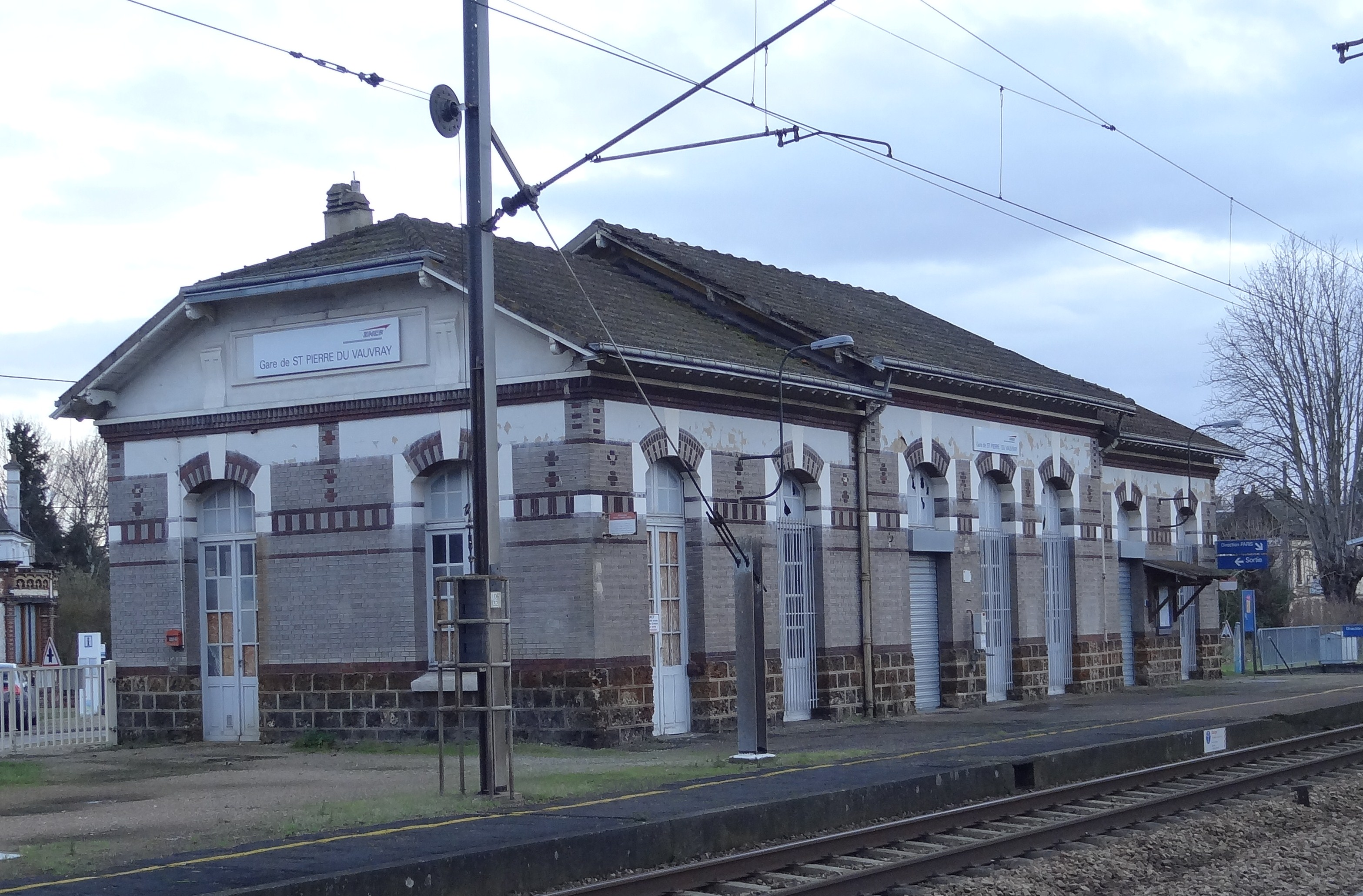
gare de Saint-Pierre.
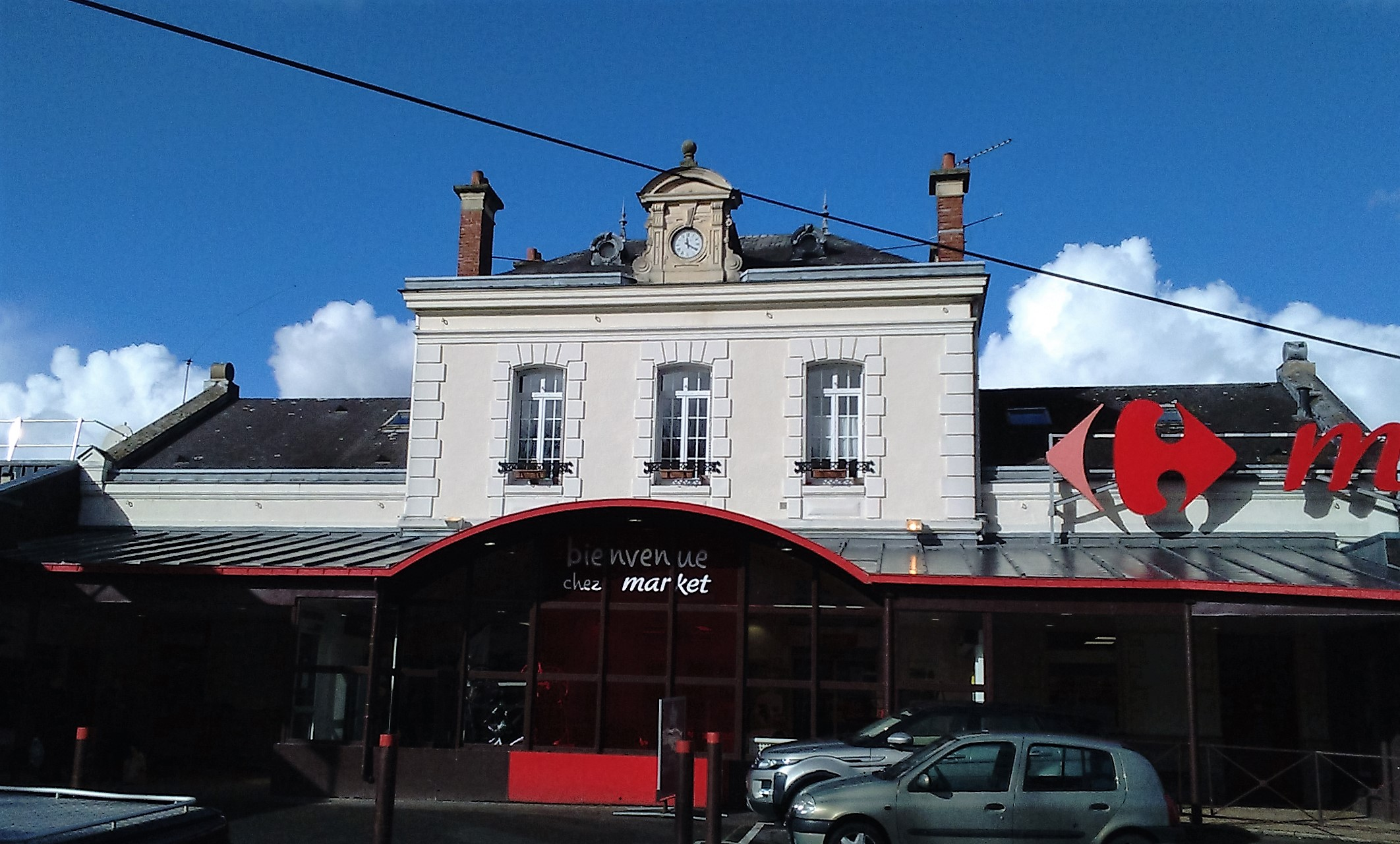
Remploi du bâtiment voyageurs de l'ancienne gare des Andelys en 2017.

## Caractéristiques

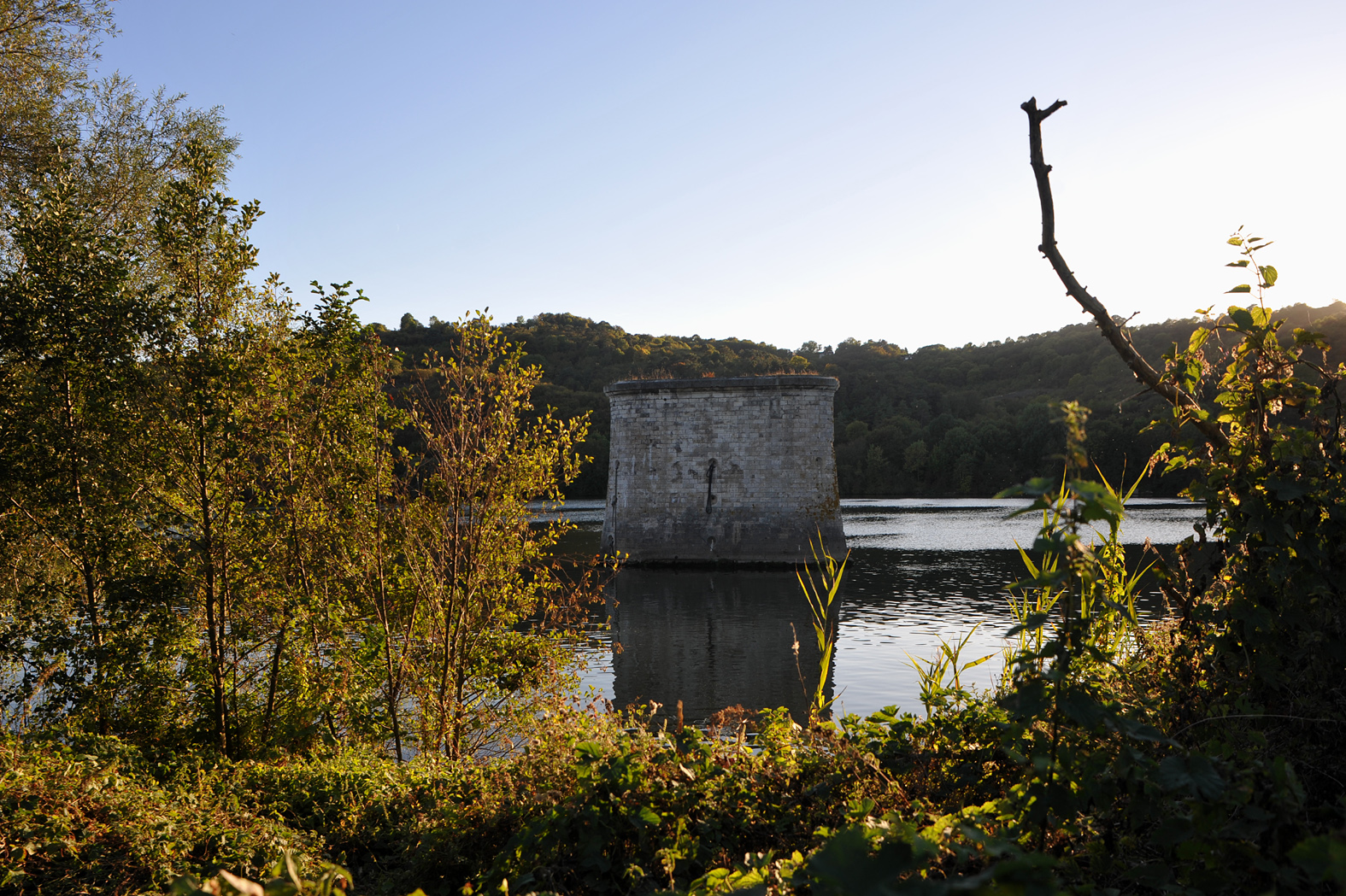
Pile vestige en rive droite de la Seine, à hauteur du Mesnil.

La ligne a nécessité un viaduc de 335 mètres sur la Seine doté de six tabliers métalliques en treillis, dont il subsiste 2 piles en pierre, les plus proches des rives. Ce sont les établissements Eiffel qui emportent le marché en 1893.

## Exploitation
La mise en service a lieu le 31 mai 1896. L'exploitation est interrompue le 1er juillet 1939.
Sur le plan de reconstruction et d'aménagement de la ville des Andelys établi par l'architecte urbaniste Henri Bahrmann et prescrit par arrêté du 23 juin 1943, on aperçoit l'emprise des installations de la ligne au niveau de son terminus .